# 長體阿波鰍
長體阿波鰍（學名：[Aborichthys elongatus] 错误：{{Lang}}：文本有斜体标记（帮助）），為輻鰭魚綱鯉形目條鳅科的其中一個種，分布亞洲印度西孟加拉邦大吉嶺淡水溪流中。本魚體延長，側扁，頭鈍，口下位，具有3對觸鬚，觸鬚長於眼睛直徑，頭部至胸部具有黑色雲斑紋，體側有多條黑色直條紋，約18至21條，連結在一起或分開，尾鰭為圓形略帶紅色，且具有2條白色帶狀紋，尾柄部上端具有一黑色斑點，體背部帶有橄欖綠，腹部白色，體長可達7.4公分，棲息在熱帶溪流礫石底質水域，以附著的藻類為食，生活習性不明。

## 扩展阅读
維基物種上的相關：長體阿波鳅